# Präludium und Fuge c-Moll BWV 847 (Das Wohltemperierte Klavier, I. Teil)
Präludium und Fuge c-Moll, BWV 847, bilden das zweite Werkpaar im 1. Teil des Wohltemperierten Klaviers, einer Sammlung von Präludien und Fugen für Tasteninstrumente von Johann Sebastian Bach.

## Präludium
Beim Vergleich mit Präludium und Fuge in C-Dur zu Beginn des Wohltemperierten Klaviers fällt auf, dass die beiden Präludien sehr ähnlich angelegt, die beiden Fugen jedoch stark unterschiedlich aufgebaut sind. Das Präludium in c-Moll enthält 38 4/4-Takte. Es beginnt ebenfalls mit einer Reihe von Akkorden, die als Sechzehntelfiguren ausgeschrieben sind und durch Wechselnoten umspielt werden. Der Satz ist hier zweistimmig, aber homophon. Wie im C-Dur-Präludium steht ein achttaktiger Orgelpunkt auf G, ab Takt 21. Der folgende Teil zeichnet sich durch mehrere Tempoänderungen aus, beginnend mit Presto. Damit ist hier vermutlich ein toccatenhaft freies Tempo gemeint, quasi improvisierend. Takt 34 ist mit Adagio überschrieben, womit eine rezitativische Spielweise gefordert wird, mit variablem Tempo. Die letzten vier Takte sind Allegro zu spielen, womit zum Anfangstempo zurückgekehrt wird.
Eine Frühfassung ist im Clavier-Büchlein für Wilhelm Friedemann Bach überliefert.

## Fuge
Die Fuge in c-Moll ist dreistimmig und besteht aus 31 Takten. Im Gegensatz zur C-Dur-Fuge enthält sie keine Engführungen, dafür zahlreiche Zwischenspiele, das erste noch vor Ende der Exposition, bevor in Takt 7 das Thema erstmals in der Bassstimme erscheint. Der vollständige Mangel an Engführungen und die zahlreichen Sechzehntelläufe verleihen dem Stück einen spielerischen und gesanglichen Charakter. Der Abschluss der Fuge ist als dramatische Steigerung angelegt: nach dem vorletzten Auftritt des Themas im Bass wird der Stimmenfluss durch eine kurze Generalpause in Takt 28 abrupt abgebrochen. Der letzte Themeneinsatz in der Oberstimme wird in den beiden letzten Takten mit einem Orgelpunkt auf C und mit zusätzlichen Harmoniestimmen unterstützt.
Carl Czerny überschrieb die Fuge mit der Spielanweisung pianissimo e sempre staccato, die von zahlreichen Interpreten befolgt wird. Unter den späteren Bearbeitungen des Fugenthemas sei hier der Ragtime (wohltemperiert) von Paul Hindemith erwähnt, der 1921 komponiert, aber erst 1987 uraufgeführt wurde. Hindemith war sich über die Wirkung dieses Ragtime wohl nicht ganz sicher, stellte er ihm doch eine beschwichtigende Erklärung voran:

„Glauben Sie, Bach dreht sich im Grabe herum? Er denkt nicht dran! Wenn Bach heute lebte, vielleicht hätte er den Shimmy erfunden oder zum mindesten in die anständige Musik aufgenommen. Vielleicht hätte er dazu auch ein Thema aus dem wohltemperierten Klavier eines für ihn Bach vorstellenden Komponisten genommen.“